# Clematis songarica
Clematis songarica är en ranunkelväxtart som beskrevs av Aleksandr Andrejevitj Bunge. Clematis songarica ingår i släktet klematisar, och familjen ranunkelväxter. Utöver nominatformen finns också underarten C. s. aspleniifolia.